# Tabanus fuscoventris
Tabanus fuscoventris är en tvåvingeart som beskrevs av Xu 1981. Tabanus fuscoventris ingår i släktet Tabanus och familjen bromsar. Inga underarter finns listade i Catalogue of Life.